# محمد الحواجري
محمد الحواجري (1976-) فنان فلسطيني، وُلِدَ في مخيم البريج للاجئين في قطاع غزة. حصل على منحة مما مكّنه من الإقامة في معرض الفنون العالمي في باريس. حيث التحق ببرامج تدريبية لتعلم الفن منذ عام 1994 وقدم فيها عشرات الأعمال التي تتنوع بين رسم، تصوير فيديو، جدريات، تصميم، وتركيبات إنشائية.

## أسلوبه الفني
يعتمد في أعماله الفنية على الأفكار التي تنبع من البيئة التي يعيش فيها، ومن القصص الحقيقية التي تؤثر في خياله بشكل كبير. أحيانًا يستمد أفكاره من ذكريات الطفولة والحكايات التي تهم الناس وتؤثر في ظروفهم. حيث يؤمن بأن الفن له دور كبير في تعزيز الوعي في المجتمع وفتح باب الحوار بين الشعوب ذات الثقافات المختلفة، حيث إن الفن يعتبر لغة تتخطى حدود الترجمة.

## معارضه
أقام العديد من المعارض الفردية ومنها:
- معرض عايشين في جاليري فندق الجدار في بيت لحم عام 2015.
- معرض بروفايل في المرخية جاليري في الدوحة عام 2015.
- معرض السجادة الحمراء في جاليري التقاء للفن المعاصرعام 2014.

شارك في العديد من المعارض الجماعية ومنها:
- معرض دوكويمنتا في كاسل – ألمانيا عام 2022.
- معرض متحف ساكيما في أوكوا – اليابان عام 2022.
- معرض جماعيّ في جاليري اشتهوتارا في اليابان عام 2021.

## إسهاماته
ساهم في تأسيس برنامج الفنون البصرية الذي لا يزال تحت إشراف جمعية الهلال الأحمر الفلسطيني. كما كان دافعًا قويًا لتأسيس مجموعة التقاء للفنون المعاصرة في غزة، حيث يشارك في التدريس بها، وهدفها تطوير المشهد الفني.

## مقتنياته
تحفظ أعماله في العديد من المؤسسات والمتاحف منها:
- معهد العالم العربي في باريس.
- مؤسسة عبد المحسن القطان في رام الله.
- مجموعة بنك فلسطين في بيت لحم.
- وزارة الثقافة الفلسطينية.
- مؤسسة دار النمر في بيروت.
- متحف كارسويا للفن المعاصر في نابولي.
- مدرسة كانتونال دو قاليه في سويسرا.
- معهد العالم العربي في باريس.